# Geologie des Montblanc-Massivs
Dieser Artikel beschäftigt sich mit der Geologie des Montblanc-Massivs.

## Einführung

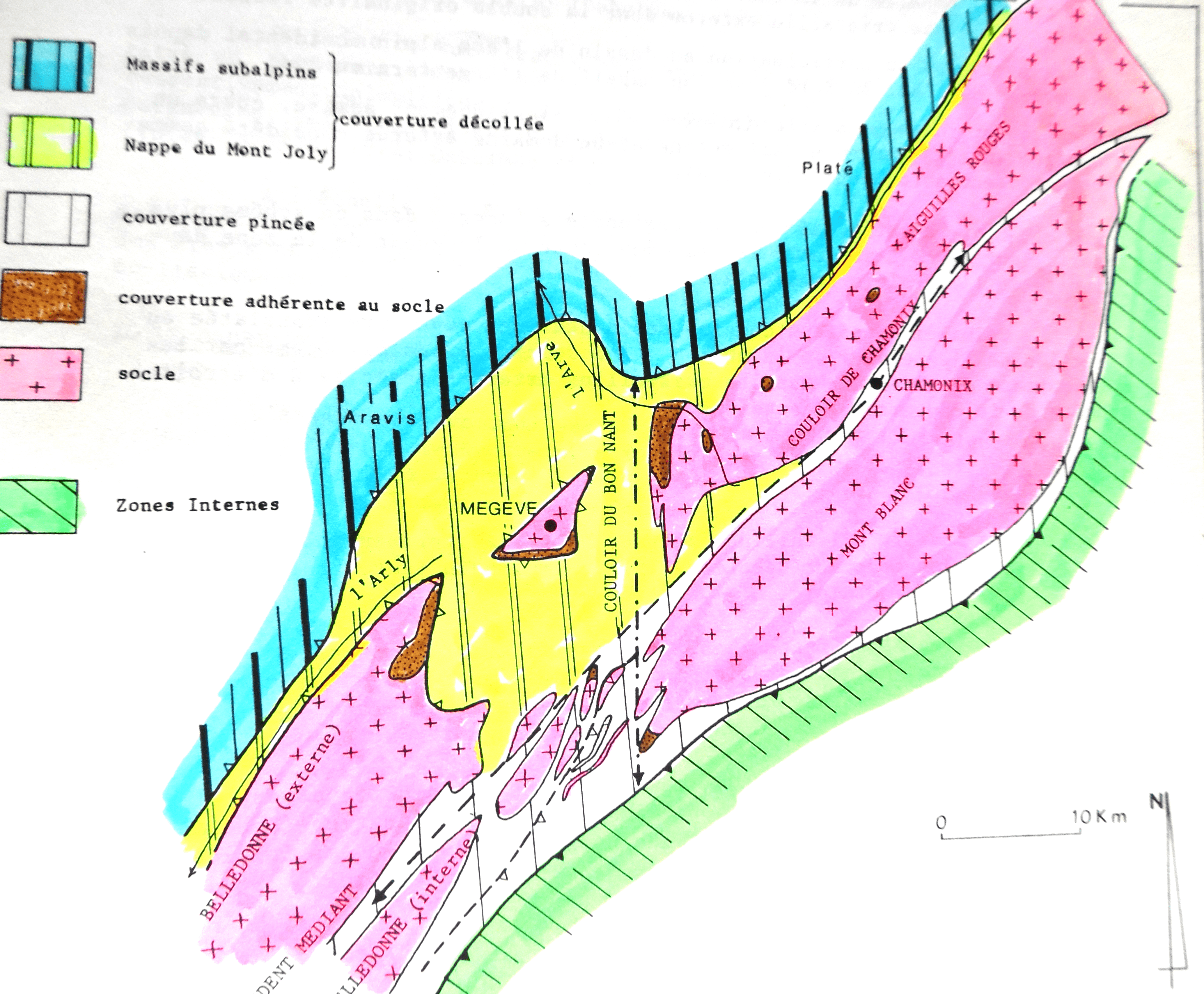
Strukturelle Karte des Montblanc-Massivs (rechts) und seiner Umgebung

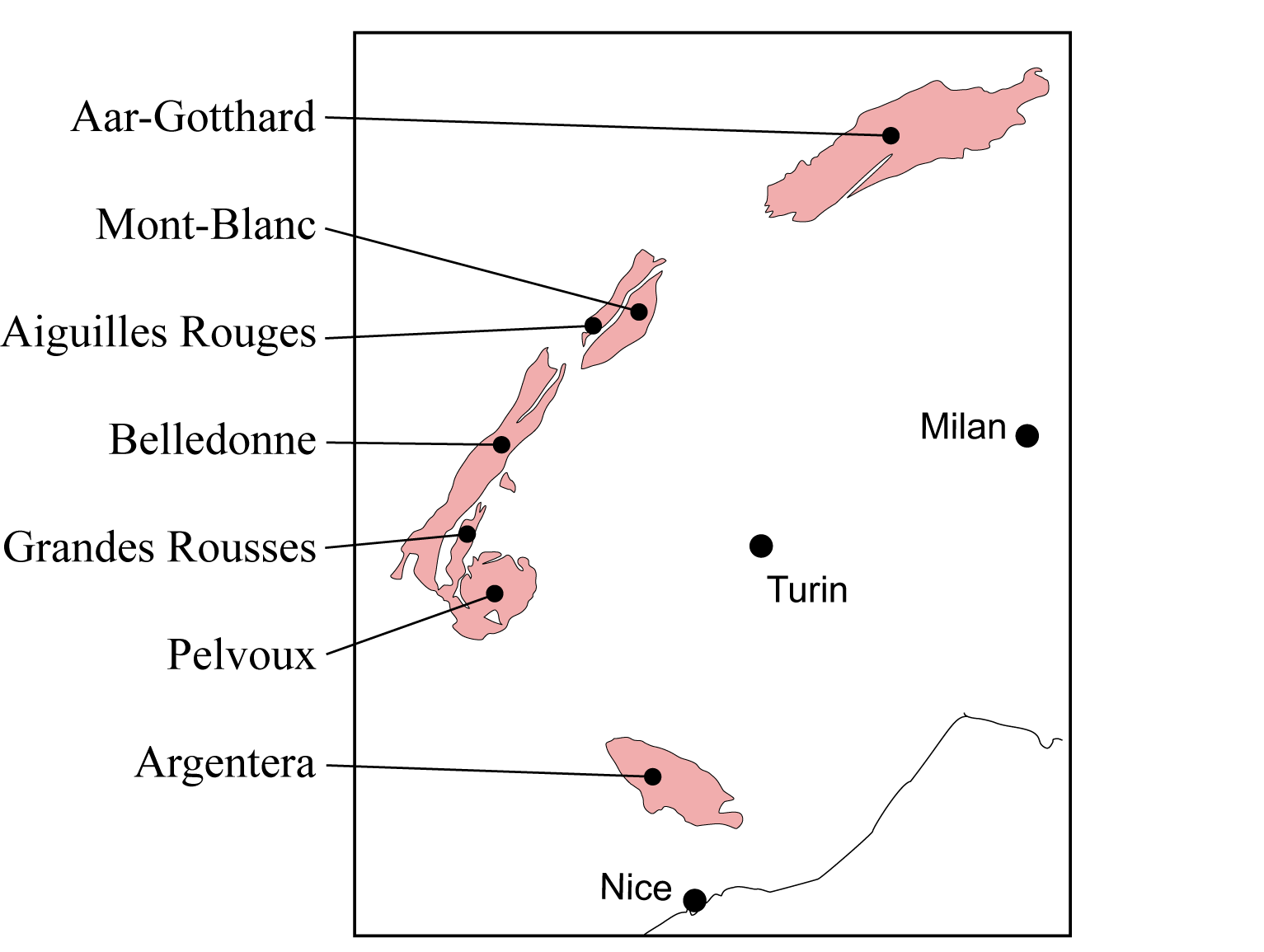
Lage der Externen kristallinen Massive der Alpen

Zusammen mit den benachbarten Aiguilles Rouges, der Belledonne, dem Pelvoux und dem Mercantour stellt das Montblanc-Massiv ein Externmassiv (englisch External Crystalline Massif oder abgekürzt ECM) der französischen Westalpen dar. Es besteht aus polymetamorphem kristallinen Grundgebirge (vorwiegend Gneise und Granit), das im Verlauf der Alpenorogenese in Richtung Vorland herausgepresst wurde. Das Alter seiner Protolithen reicht bis ins frühe Paläozoikum, möglicherweise auch bis ins Neoproterozoikum zurück. Vorwiegend geophysikalische Untersuchungen bestätigen seine Allochthonie (Ortsfremdheit). Weiter nordöstlich schließen sich in der Schweiz das Aarmassiv und das Gotthardmassiv an.
Die frühalpine Entwicklung des späteren Montblanc-Massivs wurde durch die Ablagerung triassischer bis paläogener Sedimente bestimmt, die ab der Trias über Schwellen hinwegtransgrediert waren und bis in den mittleren Jura hinein in Beckenbereichen am Südrand des ehemaligen europäischen Kontinents die charakteristische Schichtenfolge des Helvetikums und Ultrahelvetikums zurückließen. Das Ende des Sedimentzyklus und das darauffolgende Einsetzen der alpinen Tektonik im mittleren Oligozän wird durch die Überschiebung ultrahelvetischer und penninischer Decken gekennzeichnet.
Die bogenförmige Gestalt der Westalpen im Vergleich zu den mehr oder weniger geradlinig verlaufenden Ostalpen
beschäftigt schon seit geraumer Zeit die Gemüter der Geologen. Mittlerweile haben sich drei Theorien zu ihrer Entstehung etabliert:
- Die erste und älteste Theorie bevorzugt radial und isochron erfolgte Bewegungen, die ihren Widerhall in der jetzigen Bogenform finden und auf eine ursprüngliche, schon paläogeographisch angelegte Bogenform zurückgehen (Argand, 1916).[2]
- die zweite Theorie sieht im Westalpenbogen nur eine seitliche Ausbuchtung („Seitenschlag“), die senkrecht zur generell Nord-Süd verlaufenden Einengung des Alpenorogens erfolgte (Goguel, 1963 und Boudon und Kollegen, 1976).[3][4]

- die dritte Theorie ist der Ansicht, dass sich die beiden Zweige zu unterschiedlichen Zeitpunkten herausgebildet hatten, wobei Deckentektonik und Seitenverschiebungen gleichermaßen beteiligt waren. Die Transportrichtung war in der Anfangsphase Nord-Süd, drehte aber dann in der Schlussphase auf Ost-West (Ricou, 1980).[5]

Geländebefunde scheinen letztere Theorie zu stützen.

## Beschreibung

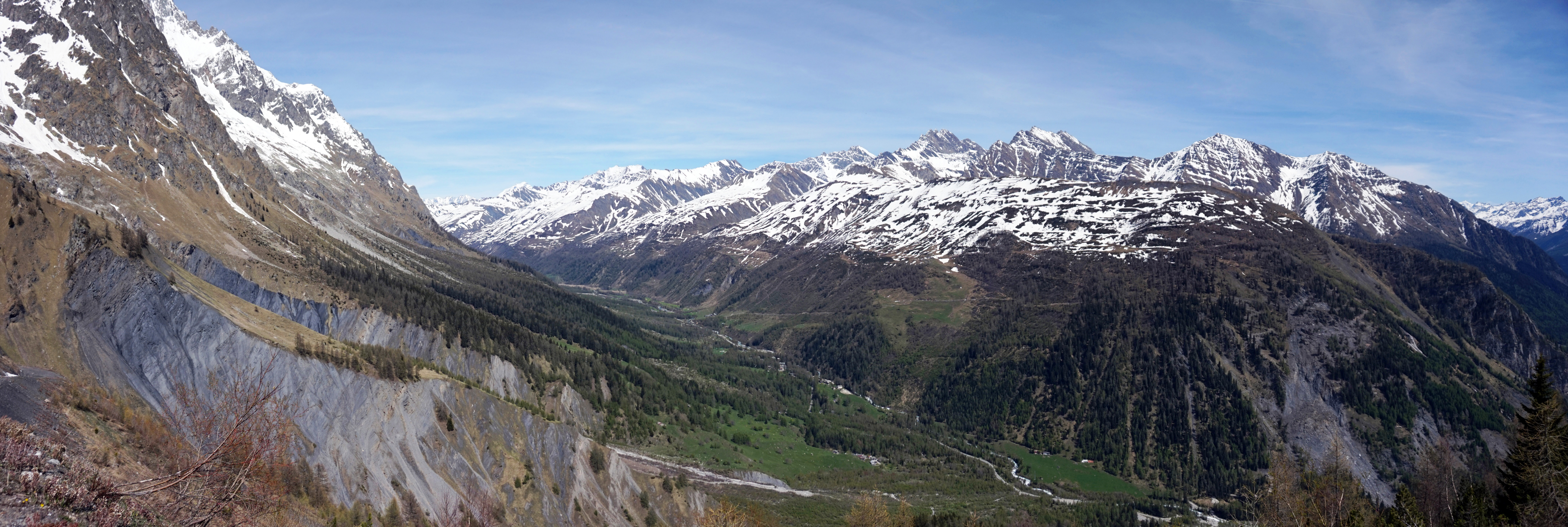
Blick ins Val Ferret. Eingeklemmt unterhalb des Montblanc-Massivs (links) steil stehendes Ultrahelvetikum. Rechts Penninikum der Internzone.

Das Montblanc-Massiv hat in etwa die Gestalt eines in Nordost-Richtung gestreckten und gleichzeitig verbogenen Weberschiffchens, das aufgrund dieser Form bereits auf eine überregionale rechtsseitige Scherung hinweist. Entlang seiner maximalen Längserstreckung in Nordost-Südwestrichtung – was in etwa der Krümmung des nördlichen Alpenbogens entspricht – misst es 50 Kilometer. Die maximale Breite in Südostrichtung beläuft sich auf knapp 15 Kilometer. Räumlich stellt es eine domförmige, antiklinale Aufwölbung im Grundgebirge dar, die in der Nähe des Montblanc-Gipfels ihren Scheitel erreicht. Diese Antiklinalstruktur taucht mit 15 bis 20° nach Norden in Richtung Wallis und mit 10 bis 15° nach Süden ins Beaufortain hin ab.
Autochthone (ortsansässige) Trias bedeckt im Südteil Gneise, ansonst wird das Montblanc-Massiv von allochthonem Mesozoikum und Alttertiär umrahmt, welches noch dem Ultrahelvetikum zugerechnet wird. Diese Sedimente sind beispielsweise in der nicht metamorphen Zone von Chamonix im Westen (ein ehemaliger Halbgraben) zwischen die beiden Grundgebirgsblöcke von Aiguilles Rouges und Montblanc-Massiv eingefaltet, seitenverschoben (steilstehende Faltenachsen) und zerschert worden. Das an der Ostseite liegende Ultrahelvetikum enthält als kleine eingeschobene Granitlinse den Mont-Chétif-Granit. Dieses nur sehr dünne Band aus Ultrahelvetikum wird sodann weiter ostwärts von der Internzone der Alpen überfahren.

## Interner Aufbau

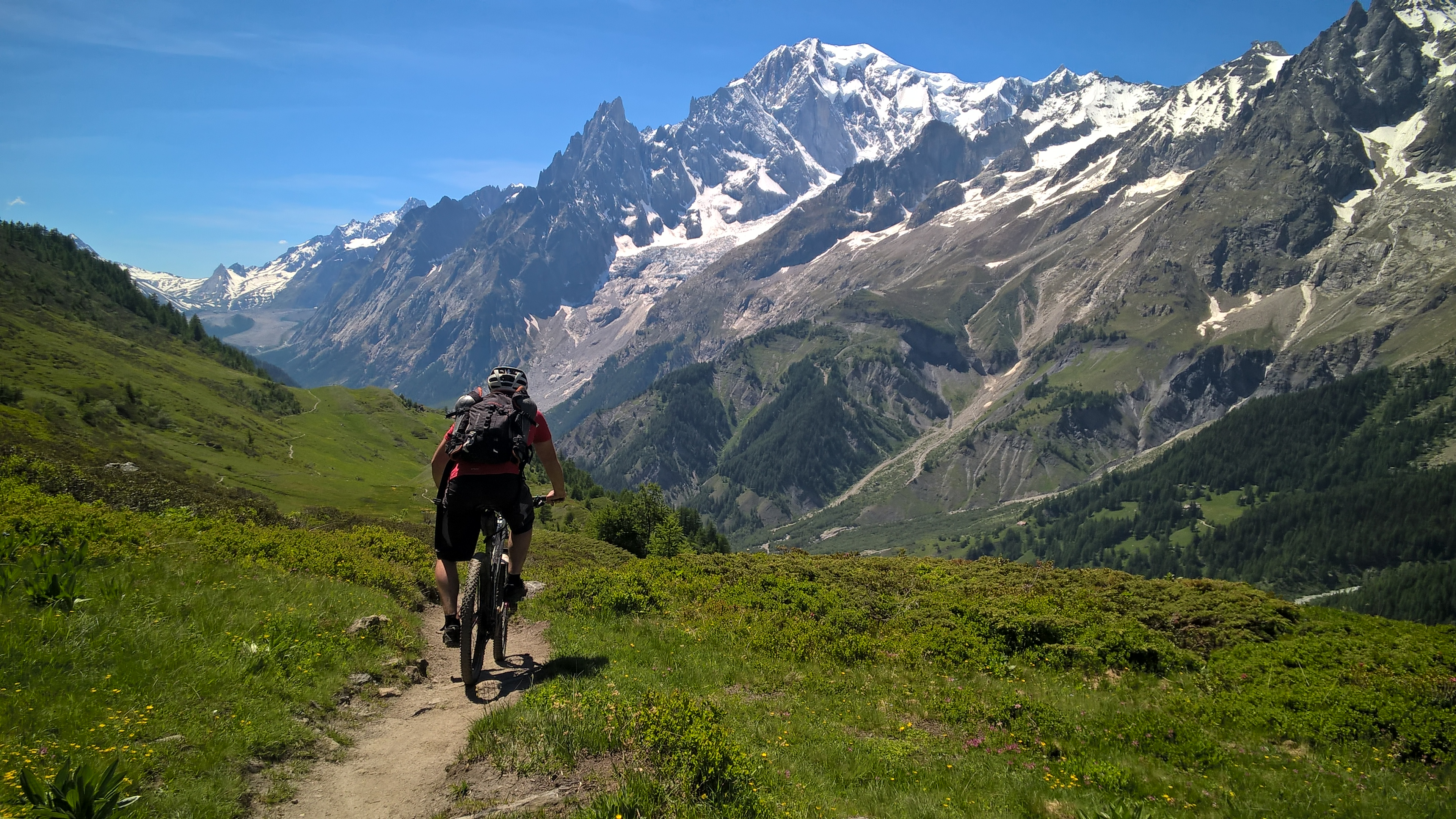
Blick aus dem Val Ferret oberhalb von Plampincieux nach Südwesten zum Mont-Blanc. Im Mittelgrund steht graues eingekeiltes Ultrahelvetikum an.

Der Internaufbau des Montblanc-Massivs gliedert sich in zwei Teile. Anstehend auf seiner maximal 5 Kilometer breiten Nordwestseite sind steilstehende Orthogneise, Paragneise und untergeordnete Glimmerschiefer, die ihre Entstehung einer Hochdruckmetamorphose während des ausgehenden Ordoviziums verdanken. Hierbei bildete sich eine Ostnordost-streichende Foliation heraus.
Eine anschließende Regionalmetamorphose unter mittlerem Druck (Almandin-Amphibolitfazies) führte zur Migmatisierung der Gneise, deren steil stehende Foliation N 020 bis N 025 streicht. Dadurch kam es zur Bildung des La-Tour-Granits bei Montenvers (auch Montenvers-Granit am Mer de Glace), der jetzt als in die Länge gezogener, mylonitischer Orthogneis vorliegt. Die Gesteine wurden sodann intensiv unter Grünschieferbedingungen mylonitisiert und bei hohen Temperaturen und relativ niedrigem Druck anatektisch aufgeschmolzen (unter Bildung von Cordierit). Die vertikalen Mylonite folgen erneut der Nordnordost-Richtung und enthalten eine steile Lineation. Durch die regionale, penetrative mylonitische Deformation wurden Quarze polygonisiert und andere Minerale zerbrochen. Alkalifeldspatporphyroklasten liegen augenförmig vor. Die folgende Anatexis erfasste vor allem den Südteil des Montblanc-Massivs.
Erst jetzt sonderte sich der eigentliche Montblanc-Granit ab, der mittels einer steilstehenden, Nordost-streichenden Verwerfung, der Faille de l'Angle (oder Faille du Midi), im Südosten der Metamorphite anschließt. Es handelt sich um einen syenitisch-monzonitischen Biotitgranit mit zentimetergroßen Alkalifeldspatklasten, die jedoch in den Randbereichen der Intrusion nicht auftreten. Der ursprüngliche Intrusivkontakt des Granits, aufgeschlossen vor allem im Südwesten des Massivs, ist eindeutig diskordant und entsendet zahlreiche Apophysen und Gänge in das Nebengestein.
Der Montblanc-Granit wurde sodann im Verlauf der alpinen Orogenese seinerseits sehr stark grünschieferfaziell mylonitisiert und im Deka- und Hektometerbereich linsenartig zerschert, wobei die beiden Richtungen N 050 bis N 070 und N 000 vorherrschten. Regional von Bedeutung ist außerdem N 120. Die Mylonitflächen stehen so gut wie senkrecht und formen ein dreidimensionales Netzwerk – die Bewegungen in Richtung N 050 bis N 070 waren rechtsverschiebend, die in Richtung N 000 und N 120 linksverschiebend. Aufschiebungen begünstigen meist die Süd- und die Ostseiten. Die individuellen Scherbänder schwanken in ihrer Mächtigkeit von mehreren Millimetern bis 50 Meter. Die Mylonitflächen führen die Minerale Muskovit, grüner Biotit, Albit, Chlorit ± Epidot ± Sphen. Spätere Verwerfungen werden jedoch meist von fibrösem Chlorit oder fibrösem Epidot bedeckt.

### Montblanc-Granit

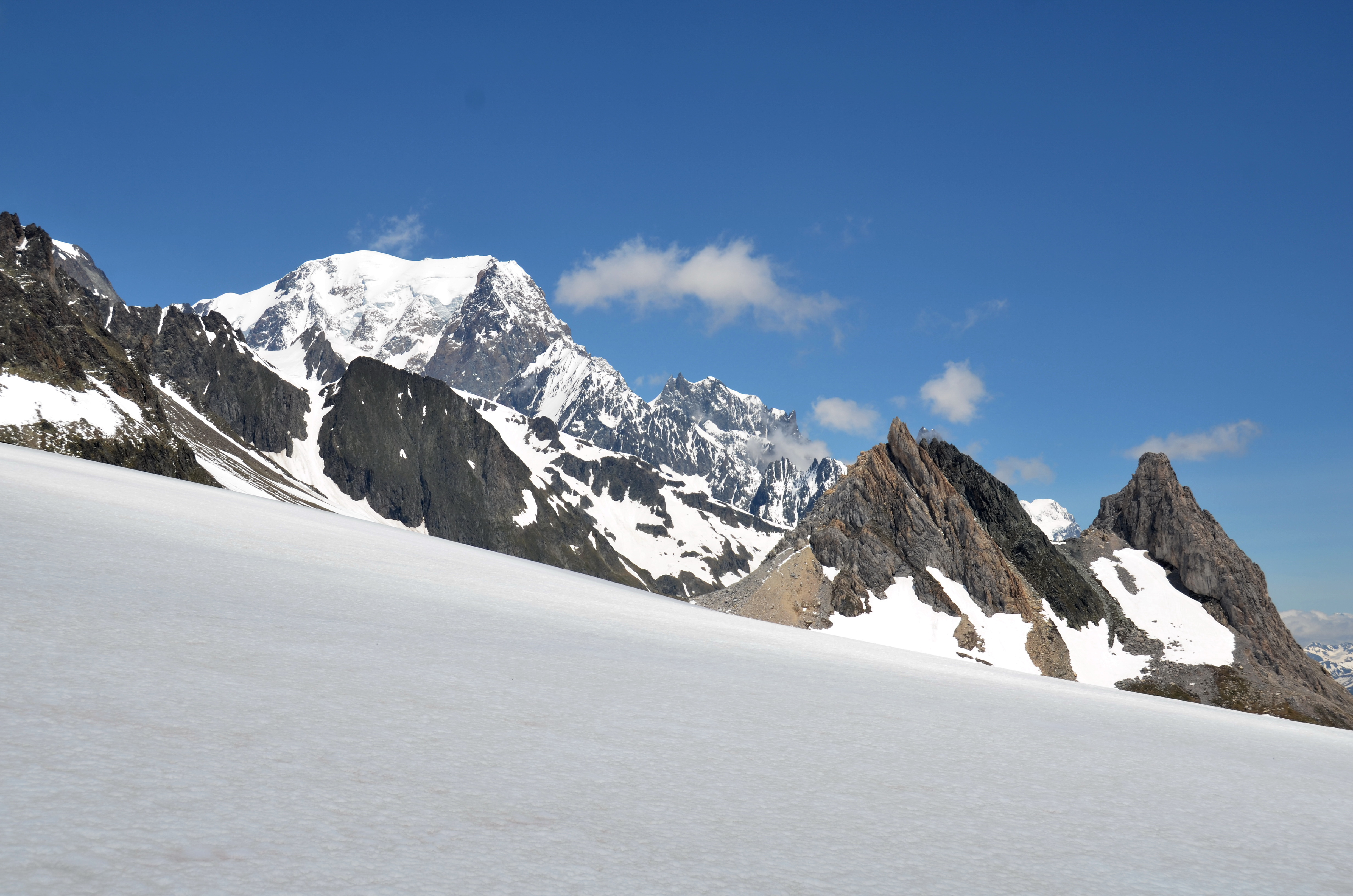
Blick vom Col de la Seigne (2516 m) nach Nordosten zum Mont Blanc und den Grandes Jorasses. Rechts im Vordergrund steil aufragendes Ultrahelvetikum, im Mittelgrund dunkle Paragneise und im Hintergrund der Montblanc-Granit.

Der Montblanc-Granit verfügt über mehrere petrologische Fazies. Seine grobkörnige, gewöhnlich weiß-schwarz gefärbte Normalfazies ist porphyrisch mit großen, oft eingeregelten Alkalifeldspatkristallen von bis zu 5 Zentimeter Länge. Die Farbgebung ist jedoch wechselhaft und kann violette, grüne und sogar orange Farbtöne annehmen. Gegen den Rand der Intrusion wird das Gefüge feinkörniger und auch kleinkörniger aufgrund der Größenreduktion der Alkalifeldspäte. An seinem Ostrand geht der Granit in einen schiefrigen Quarzporphyr (Rhyolith) über, der die Begrenzung zum steil einfallenden Ultrahelvetikum bildet.
Der Granit enthält teils Schlieren, Amphiboliteinschlüsse, mikromonzodioritische Stöcke und mikrogranulare mafische Inklusionen (engl. microgrenular mafic enclaves oder MME), die auf eine Vergesellschaftung (engl. mingling) mit einem Restmagma hinweisen.
Die bevorzugte Ausrichtung der Biotite, der Feldspäte und der restitischen Einschlüsse bildet eine subvertikale magmatische Foliation, welche in Nordnordost-Südsüdwestrichtung streicht und von Apliten durchschlagen wird. In der Horizontalen erscheinen zwischen den Scherbändern zahlreiche Fiederspalten und auskristallisierte Quarzadern. Letztere enthalten geöffnet neben spektakulären automorphen Quarzkristallen (Rauchquarz) Epidot, Adular, Fluorit, Muskovit und Calcit. Um die Fiederspalten herum wurde das Ausgangsgestein metasomatisch zu so genannten Episyeniten verändert, wobei es sukzessive in Richtung Spaltenöffnung desilifiziert (Wegfuhr von Quarz), dafür jedoch mit den Elementen Al, K und Na angereichert wurde.
Über die geochemische Zusammensetzung des Montblanc-Granits gibt folgende Tabelle Aufschluss, die dem Durchschnittswert von 17 Analysen, dem Durchschnittswert von 7 Analysen und dem Durchschnittswert von 5 Analysen an der Aiguille du Midi entspricht Angegeben sind ferner die feinkörnige Fazies (10 Analysen) und die porphyrische Fazies (46 Analysen).
| Oxid Gew. % | Durchschnitt (17) | Durchschnitt (7) | Aiguille du Midi | Feinkörnig | Grobkörnig |
| ----------- | ----------------- | ---------------- | ---------------- | ---------- | ---------- |
| SiO2        | 72,00             | 73,75            | 68,60            | 74,22      | 72,45      |
| TiO2        | 0,30              | 0,15             | 0,30             | 0,22       | 0,27       |
| Al2O3       | 13,96             | 13,10            | 13,52            | 12,99      | 13,83      |
| Fe2O3       | 2,38              | 2,35             | 1,77             | 1,93       | 2,25       |
| MnO         | 0,04              | 0,05             | 0,04             | 0,05       | 0,05       |
| MgO         | 0,68              | 0,25             | 0,51             | 0,45       | 0,48       |
| CaO         | 1,09              | 1,04             | 1,13             | 1,23       | 1,31       |
| Na2O        | 3,82              | 3,60             | 2,86             | 3,52       | 3,60       |
| K2O         | 4,63              | 4,80             | 5,17             | 4,40       | 4,77       |
| P2O5        |                   | 0,14             | 0,07             | 0,10       | 0,09       |
| H2O+        | 0,82              | 0,54             | 1,74             | 0,52       | 0,59       |

Es handelt sich beim Montblanc-Granit somit um einen alkalisch-kalkigen, peraluminosen bis metaluminosen Fe-K-Granit des S-Typus, der aus Paragesteinen abgeleitet wurde, jedoch ebenfalls eine kleinere Erdmantelkomponente enthält, erkennbar an den recht häufigen mafischen Einschlüssen. Sein alkalischer Charakter manifestiert sich in Zirkonen mit A- und T-Indizes. Anderen Fe-K-Graniten wie dem Aar-Granit oder dem Gotthard-Granit, welche ebenfalls in der Zeitspanne 305 bis 295 Millionen Jahren aufdrangen, ist er sehr ähnlich. Er zeichnet sich durch hohe Gehalte an Kalium (2,5 – 6,0 Gewichtsprozent), Rubidium (170 – 490 ppm), Yttrium (30 – 70 ppm) und Zirconium (40 – 400 ppm) aus, besitzt ein hohes Fe/Mg-Verhältnis (niedrige Magnesiumzahl), jedoch nur ein sehr niedriges 87Sr/86Sr-Initialverhältnis von 0,7050. Die Gehalte an Uran (7,4 - 19 ppm) und Thorium (3 – 50 ppm) sind ebenfalls erhöht, das Gestein ist somit schwach radioaktiv.
Folgende Tabelle verdeutlicht die Gehalte des Montblanc-Granits an Spurenelementen und Seltenen Erden:
| Spurenelement ppm | Durchschnitt (7) | Seltene Erden ppm | Durchschnitt (7) |
| ----------------- | ---------------- | ----------------- | ---------------- |
| Ba                | 16 - 869         | La                | 18,4 - 49        |
| Be                | 2,2 - 6,0        | Ce                | 40,9 - 102       |
| Co                | 45 - 72          | Pr                | 4,8 - 11,4       |
| Cr                | 5 - 37           | Nd                | 17,8 - 41,8      |
| Cu                | 5 - 15           | Sm                | 4,7 - 9,4        |
| Ga                | 5 - 14           | Eu                | 0,05 - 0,95      |
| Nb                | 11 - 25          | Gd                | 5 - 10,2         |
| Ni                | 5                | Tb                | 0,8 - 1,9        |
| Rb                | 142 - 490        | Dy                | 4,2 - 11,4       |
| Sc                | 3,9 - 7,4        | Ho                | 0,84 - 2,29      |
| Sr                | 11 - 174         | Er                | 2,6 - 6,3        |
| V                 | 5 - 16           | Tm                | 0,4 - 1,1        |
| Y                 | 20 - 70          | Yb                | 2,7 - 6,9        |
| Zn                | 22 - 82          | Lu                | 0,45 - 1,0       |
| Zr                | 40 - 400         |                   |                  |
| Th                | 3 - 50           |                   |                  |
| U                 | 7,4 - 19         |                   |                  |

Die Hauptminerale sind Quarz (oft violettfarben), Plagioklas, Alkalifeldspat und eisenreicher Biotit, selten auch Hornblende. Akzessorisch treten hinzu Pyrit, violettfarbener Zirkon, Allanit, Anatas, Sphen, Fluorit, Beryll, Molybdänit, Magnetit, Hämatit, Thorit, Calcit und Apatit.
Fe-K-Granite weisen gewöhnlich auf den Beginn der postorogenen Phase im Wilson-Zyklus hin – charakteristisch für die Readjustierung einer tektonisch überdickten Kruste. Ihre Schmelzen sind wahrscheinlich von Erdmantelquellen beeinflusst worden, welche bei ihrem Aufstieg durch die orogen verdickte Kruste assimiliert und kontaminiert wurden. Gleichzeitig dürfte unter hohen Drucken eine Biotit-Feldspat-Fraktionierung in der Mittelkruste stattgefunden haben. Es ist anzunehmen, dass die bimodale Magmenassoziation des Montblanc-Massivs innerhalb eines seitenverschiebenden, transtensiven Regimes in einem Pull-Apart-Becken unter Dehydrierung und durch Druckentlastung entstanden war.

## Deformation

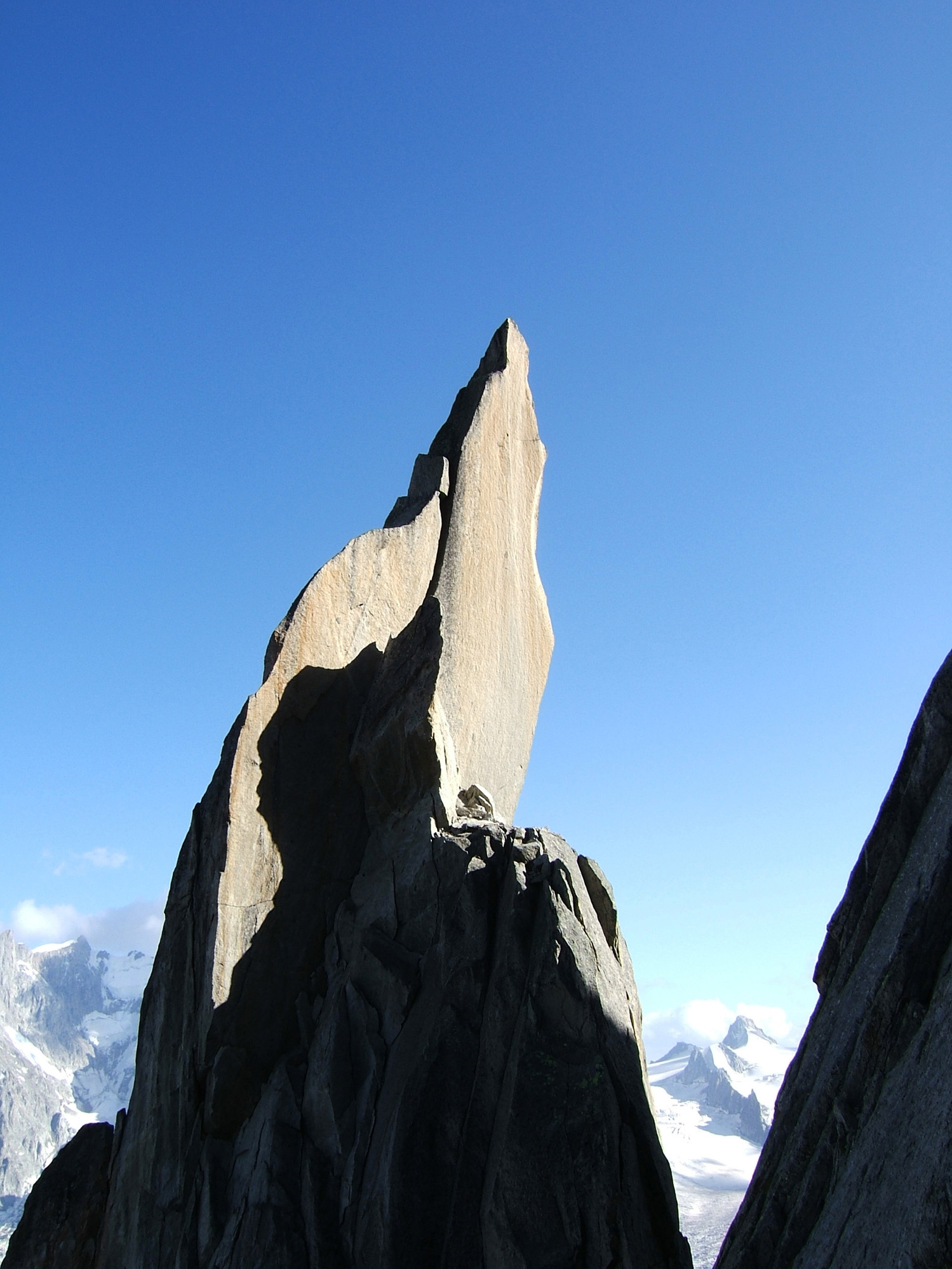
Die 3407 Meter hohe Aiguille de Roc. Die Nadel zeigt sehr schön die senkrecht stehenden mylonitischen Scherbänder – charakteristisch für den Montblanc-Granit.

Die alpine Verformung des Montblanc-Massivs wirkte sich auf das Grundgebirge und die ihm auflagernde Sedimenthülle unterschiedlich aus. Beide Einheiten wurden jedoch anfangs in Nordnordwest- und sodann in Westrichtung tektonisch beansprucht. Demzufolge unterlag das Montblanc-Massiv einer Rotationsbewegung gegen den Uhrzeigersinn, die letzten Endes auf die großräumig erfolgte Drehung Afrikas im Neogen zurückgehen dürfte. Da die Zone von Chamonix als bedeutende rechtsverschiebende Scherzone aktiv war, ist die jetzige Lage der Aiguilles Rouges gegenüber dem Montblanc-Massiv zufällig und nur vorübergehender Natur. So wird davon ausgegangen, dass das Montblanc-Massiv vor Einsetzen der Alpenorogenese noch um mindestens 20 Kilometer weiter ostwärts gelegen hatte.

## Alpine Metamorphose
Im Verlauf der alpinen Metamorphose wurde im Montblanc-Massiv generell die Grünschieferfazies erreicht, stellenweise wurde auch der Beginn der Amphibolitfazies realisiert. Dies entspricht Druck-Temperaturbedingungen von 0,25 bis 0,3 Gigapascal und 400 bis 420 Grad Celsius. Bei einem geothermischen Gradienten von 37 Grad pro Kilometer dürfte somit eine rund 10 Kilometer mächtige Gesteinssäule dem Massiv aufgelagert haben. Diese Ergebnisse befinden sich in guter Übereinstimmung mit einer Erosionsrate von 0,7 Millimeter pro Jahr am Montblanc. Quarz-Flüssigkeitseinschlüsse in geöffneten alpinen Klüften ergaben sogar eine Überdeckung von 13 Kilometer. Neuere Untersuchungen gehen noch weiter und lassen auf einen Druck von 0,45 bis 0,55 GPa und somit auf eine Auflast von 15 bis 20 Kilometer schließen.
Die p-T-Bedingungen zeigen sowohl in Raum und Zeit einen Abfall, räumlich vom Massiv in Richtung Vorland und zeitlich von Beginn zum Ende der Metamorphose.
Während dieser Metamorphose entstanden als Neubildungen im Granit die Minerale grüner Biotit, Chlorit, Epidot, Stilpnomelan und Albit. In den Gneisen bildeten sich blaugrüne Hornblende, Biotit, Chlorit, Phengit, Aktinolith, Epidot, Chloritoid und Klinozoisit.

## Strukturelle Interpretation
Die räumliche Struktur des Montblanc-Massivs ist bisher sehr unterschiedlich interpretiert worden:
- als kristalliner Faltenkern der zurückgestauchten Morcles-Decke (Ramsay u. a., 1983)[15]
- als aktiv auftauchende Herauspressungsstruktur (engl. pop-up structure), erkennbar an der fächerartigen Anordnung der Verwerfungen im Granit (Bertini u. a., 1985)[16]
- als versteilte Grundgebirgsschuppe (engl. imbricate slice), deren Südostrand als eine aufgerichtete Verwerfung angesehen wird (Butler, 1985)[17]
- als fächerartige, positive Blumenstruktur (engl. positive flower structure) innerhalb eines rechtsverschiebenden Korridors (Hubbard und Mancktelow, 1992)[18]
- als freigelegter Horst oberhalb einer sehr jungen Verwerfungsfläche an der Südostseite des Massivs (Seward und Mancktelow, 1994)[19]
- als Aufbeulung in einer nach Nordwest geneigten Überschiebungsrampe oberhalb der Alpinen Basisüberfahrung (engl. Alpine Sole Thrust), mit untergeordneter Rücküberschiebung (Leloup, 2005).[20]

## Alter
Augengneise des Montblanc-Massivs (ehemalige Granitoide des S-Typus) wurden mittels der Uran-Blei-Methode an Zirkonen auf 453 ± 3 Millionen Jahre datiert (Oberordovizium, Katium). Migmatite ergaben mittels Uran-Blei an Monazit Alter von 321 bis 317 Millionen Jahren (Oberkarbon, Bashkirium). Der Montenvers-Granit, ebenfalls ein S-Typus, besitzt ein Alter von 307 ± 1 Millionen Jahren (Kasimovium). Vom Montblanc-Granit liegen sehr unterschiedliche radiometrische Altersdatierungen vor, eine neuere Datierung durch Capuzzo und Bussy im Jahr 2000 erbrachte ein Alter von 303 ± 2 Millionen Jahren (Gzhelium).

### Alpidische Überprägung
Die Biotite des Montblanc-Granits haben mit 30 bis 18 Millionen Jahren (Oligozän bis mittleres Miozän) sehr junge alpidische Alter geliefert und zeugen daher von einer partiellen alpidischen Gesteinsumwandlung. In diesem Zeitraum wurden auch die alpidischen Mylonitzonen angelegt. Erste Überschiebungen an der penninischen Deckenfront hatten jedoch schon etwas früher (vor 35 Millionen Jahren zu Beginn des Oligozäns) eingesetzt und erreichten gegen 29,5 Millionen Jahren den Bereich des Montblanc-Massivs und des Pelvoux.
Mittlerweile wird vermutet (Leloup u. a., 2005), dass die Heraushebung des Montblanc-Massivs vor rund 22 Millionen Jahren zu Beginn des Miozäns ihren Anfang nahm. Mylonitische Scherzonen entstanden im Zeitraum 18 bis 13 Millionen Jahre. Im Südosten des Massivs können sie mit 16 Millionen Jahren datiert werden, die Bewegungen erfolgten hier rücküberschiebend nach Südost. Da die anderen Scherungen jedoch vorwiegend nach Nordwest aushoben, entstand folglich am Montblanc ab dem Langhium eine Fächerstruktur. Gemäß der Auffassung von Leloup und Kollegen wurde die Hauptstörungszone am Nordwestrand des Massivs erst vor 12 Millionen Jahren gegen Ende des Serravalliums aktiviert, wobei es zu einem Vertikalversatz von 4 bis 8 Kilometer kam.
Die dextralen Seitenverschiebungen in der eingeklemmten Zone von Chamonix gingen dann wahrscheinlich vor 4 Millionen Jahren im Zancleum zu Ende. Die Heraushebung des Massivs lief jedoch weiter und entfaltet sich jetzt vorwiegend entlang der Rücküberschiebung am Südostrand.